# Кит (Плутон)
Кит је истакнута површинска карактеристика патуљасте планете Плутон. То је издужена тамна област дуж Плутоновог екватора. Дуг је 2990 km и један је од најмрачнијих делова Плутона. Светли део у облику прстена назван Крофна, налази се у близини тамног облика "Кита".
Почетни назив ове регије је "Кит", међутим касније је незванично назван Cthulhu. Овај назив би могао постати и званичан.